# Raining Men
A Raining Men Rihanna barbadosi énekesnő dala, ötödik, Loud című albumáról. 2010. december 7-én debütált amerikai rádiók műsorain, mint a Loud harmadik kislemeze az Egyesült Államokban. A tempós felvétel munkálataiban Nicki Minaj is részt vett. A kritikusok véleményei nem egységesek, dicsérték a közreműködést Rihanna és Nicki között, viszont kritizálták, hogy nem sikerült eredeti anyagot alkotni. Habár nem promotálták a dalt, némi sikert így is elért. A Loud Tour dallistáján is helyet kapott a szám.

## Háttér

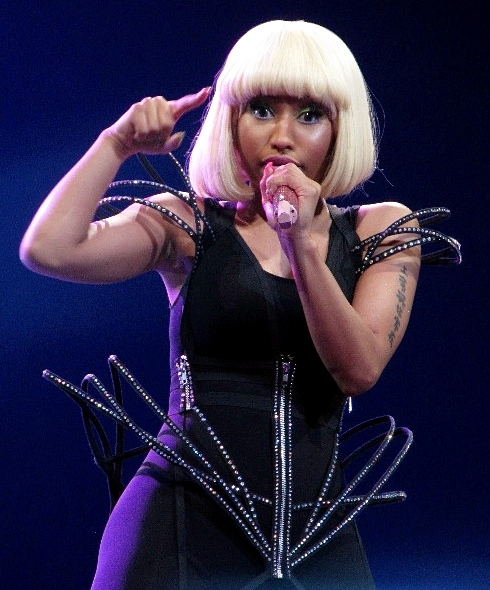
A felvétel munkálataiban Nicki Minaj is részt vett.

A felvétel munkálatain Nicki Minaj rapper is részt vett. Rihanna már dolgozott ezelőtt is vele, hiszen Minaj Fly című dalának munkálatain a barbadosi híresség segédkezett.
Egy interjú során Rihanna így beszélt a Nicki-vel közös munkáról:
"Egy igazán vidám felvétel. Nem, semmi eredeti. Egész tempós, mégis mókás és vidám."
Egy, a BBC Radio műsorán adott interjú során Nicki beszélt a felvételről:
"Egyszerűen őrült akartam lenni, a szöveget az ágyban írtam. Volt egy szabad napom, és küldtek nekem egy felvételt, melyet kérték, hogy 24 órán belül küldjem vissza [...] Dallamosabbá és őrültebbé akartam tenni..."
Egy másik interjú során, Rihanna ismét Nicki-ről beszélt:
"Dolgoztam vele korábban, a Rated R munkálatai alatt, és olyan jó balladákat írt nekem, hogy alig vártam, hogy újra vele dolgozhassak, és végre sikerült ... igazán csodálom, hogy tud ilyeneket írni. Nem csak rappel, hanem dalszöveget is jól szerez...
A Raining Meg 2010. december 7-én debütált rádiók műsorain, mint a Loud harmadik kislemeze.

## Közreműködők
- Dalszövegíró – Melvin Hough II, Rivelino Wouter, Timothy Thomas, Theron Thomas, Onika Maraj
- Producer – Mel & Mus

## Slágerlistás helyezések
| Slágerlista (2010-11)          | Legjobb helyezés |
| ------------------------------ | ---------------- |
| Német Black lista              | 13               |
| US Hot R&B/Hip-Hop Songs lista | 48               |
| Brit kislemezlista             | 142              |

## Megjelenések
| Ország           | Dátum             | Formátum            |
| ---------------- | ----------------- | ------------------- |
| Egyesült Államok | 2010. december 7. | Rádió               |
| Egyesült Államok | 2011. január 25.  | Rádió (újra kiadva) |